# The Four Horsemen (atheïsme)
The Four Horsemen is een film uit de driedelige reeks Discussions with Richard Dawkins. Het betreft een ongemodereerde opname van een twee uur durend rondetafelgesprek tussen Richard Dawkins, Daniel Dennett, Christopher Hitchens en Sam Harris. Het gesprek werd op 30 september 2007 gehouden in het appartement van Christopher Hitchens in Washington D.C. Het gezelschap kwam bij elkaar op verzoek van de Richard Dawkins Foundation for Reason and Science.
Het onderwerp is de ervaring die het viertal opdeed met de (vaak felle) kritieken – zowel positief als negatief – naar aanleiding van de "nieuw-atheïstische" boeken die het kwartet schreef tegen religie. Thema's die onder meer aan bod komen zijn onverwachte successen, kritiek, veel voorkomende misinterpretaties, actuele kwesties met betrekking tot religie en toekomststrategieën.
Ayaan Hirsi Ali (auteur van Mijn Vrijheid) zou ook bij deze opname aanwezig zijn, maar moest op het laatste moment afzeggen vanwege een noodgeval waardoor ze naar Nederland moest. Tijdens Global Atheist Convention in 2012 voerde het gezelschap opnieuw een discussie, toen zonder de inmiddels overleden Christopher Hitchens en met Ayaan Hirsi Ali, inclusief een publiek van 4000 mensen.
De titel van de bijeenkomst is gebaseerd op de vier ruiters van de Apocalyps uit de Bijbel (Openbaring 6:1-8), waarbij Dawkins, Hitchens, Dennett en Harris "de vier ruiters van de anti-Apocalyps" zouden zijn zoals Hitchens op 28 juni 2007 in New Statesman voorstelde. Na de uitgave van de documentaire is het viertal inderdaad zelf bekend geworden als The Four Horsemen ("De vier ruiters"), soms met de toevoegingen als of the Counter-Apocalypse ("van de anti-Apocalyps") en of New Atheism ("van het nieuwe atheïsme").

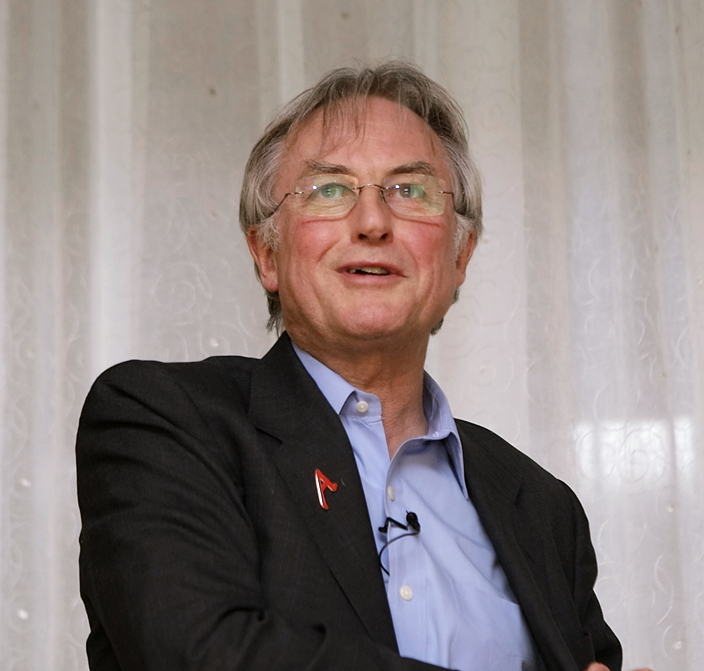
Dawkins
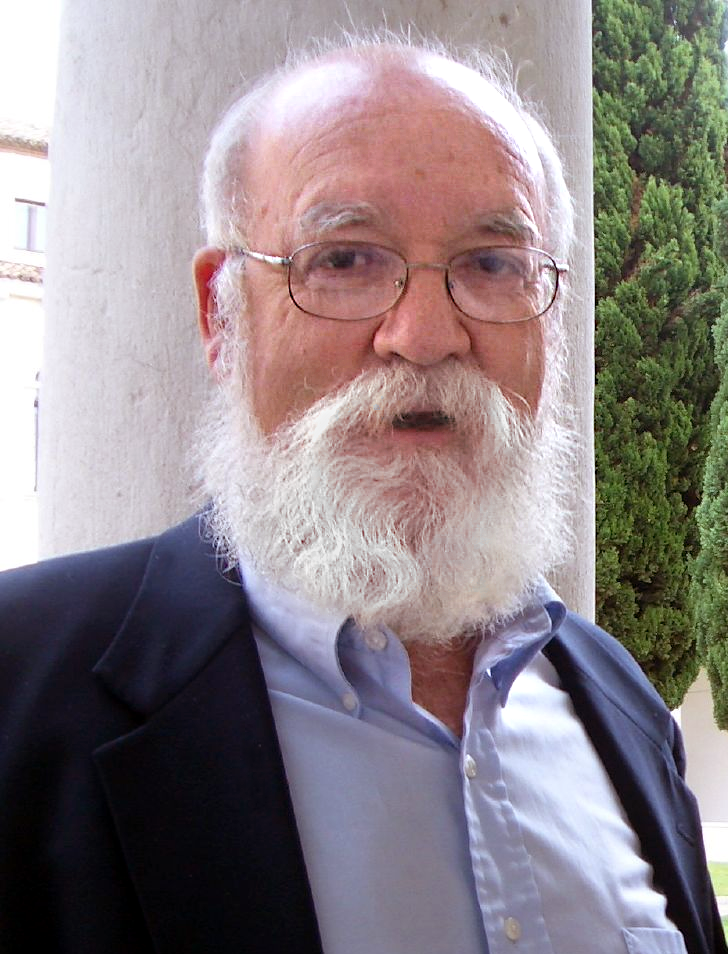
Dennett
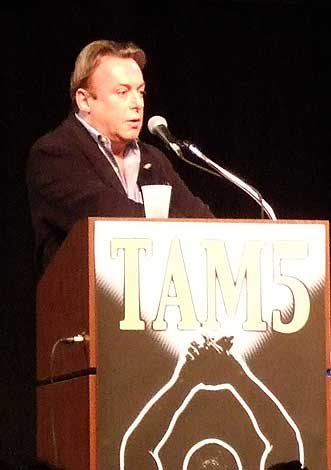
Hitchens
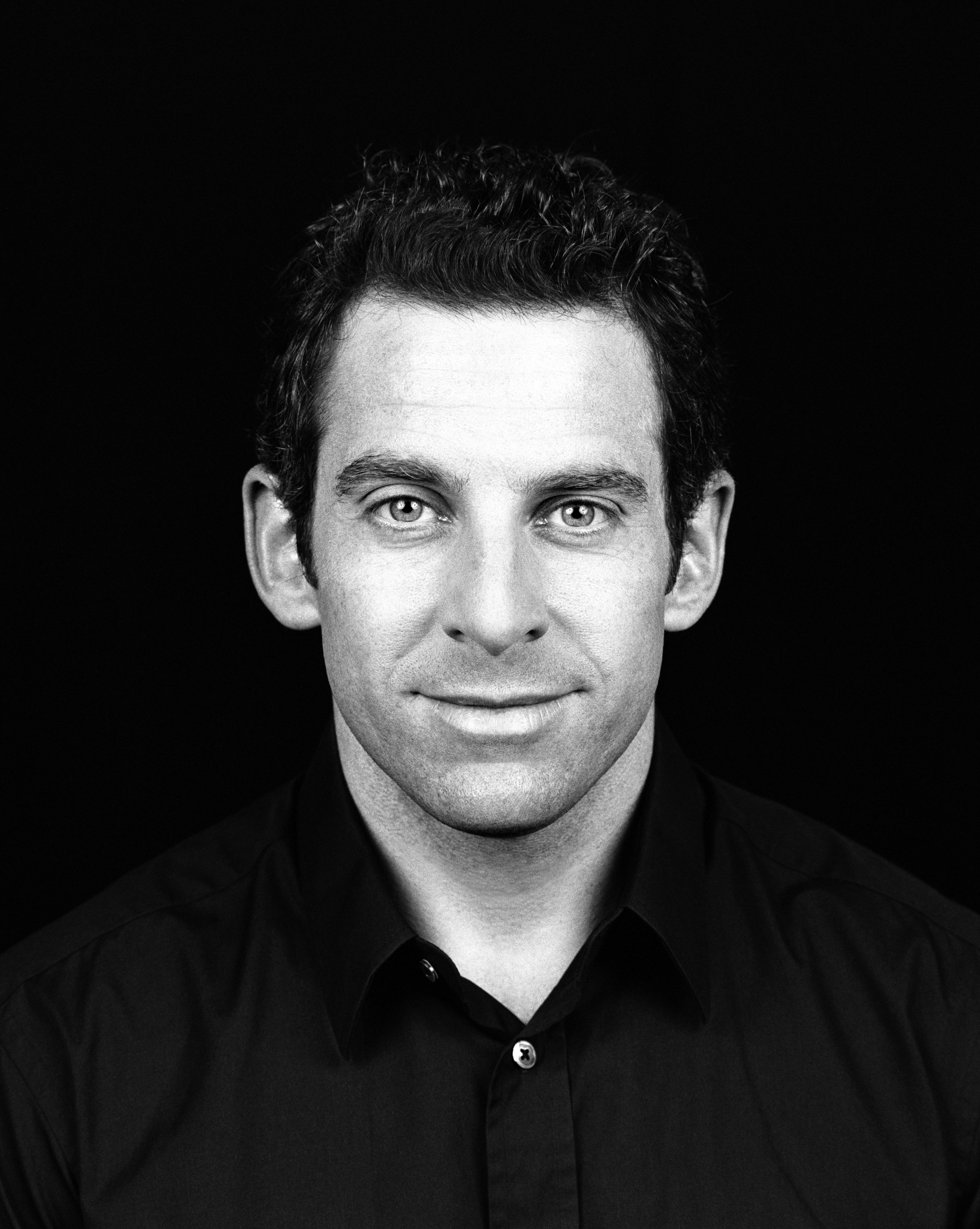
Harris

## De betreffende boeken
- Richard Dawkins – The God Delusion (Ned. vert.: God als misvatting. ISBN 9789046803028)
- Daniel Dennett – Breaking the Spell: Religion as a Natural Phenomenon (Ned. vert.: De betovering van het geloof: religie als een natuurlijk fenomeen. ISBN 9789025426873)
- Sam Harris – The End of Faith: Religion, Terror and the Future of Reason (Ned. vert.: Van God los: de gevaren van religie en de toekomst van de rede. ISBN 9789029564373) en Letter to a Christian Nation (Ned. vert.: Brief aan een christelijke natie. Het geloof op de proef gesteld. ISBN 9789029565677)
- Christopher Hitchens – God Is Not Great: How Religion Poisons Everything (Ned. vert.: God is niet groot: hoe religie alles vergiftigt. ISBN 9789029080408) en The Portable Atheist: Essential Readings for the Nonbeliever